# 原生獅子魚
原生獅子魚，為輻鰭魚綱鮋形目杜父魚亞目獅子魚科的其中一種，分布於西北大西洋區，從加拿大聖羅倫斯灣至美國北卡羅萊納州哈特拉斯角海域，棲息深度3-97公尺，為底棲性魚類，體長可達7.1公分，屬肉食性，生活習性不明。

## 擴展閱讀
維基物種上的相關：原生獅子魚